# Herminia planilinea
Herminia planilinea là một loài bướm đêm trong họ Noctuidae.